# Veterinary Ophthalmology
Veterinary Ophthalmology – międzynarodowe, recenzowane czasopismo naukowe publikujące w dziedzinie nauk weterynaryjnych.
Pismo wydawane jest przez American College of Veterinary Ophthalmologists. Obejmuje tematyką weterynaryjną oftalmologię rozpoznawczą, kliniczną i porównawczą, badania i przeglądy naturalnie występujących u zwierząt chorób oczu, modele doświadczalne chorób oczu ludzi i zwierząt, anatomię i fizjologię oka zwierząt oraz farmakologię okulistyczną. Ukazują się również wydania specjalne poświęcone okulistyce hipologicznej i felinologicznej.
W 2015 impact factor pisma wynosił 1,062. W 2014 zajęło 57 miejsce w rankingu ISI Journal Citation Reports w dziedzinie  weterynarii.
W polskim wykazie czasopism punktowanych przez Ministerstwo Nauki i Szkolnictwa Wyższego publikacja w tym czasopiśmie otrzymuje 100 punktów (wg listy punktowanych czasopism z 2019).